# RSK Olimpijskyj
Das RSK Olimpijskyj (ukrainisch Регіональний спортивний комплекс «Олімпійський», deutsch Regionaler Sport Komplex Olimpijskyj) ist ein Fußballstadion mit Leichtathletikanlage in der ukrainischen Stadt Donezk.
Das Stadion fasst 25.831 Zuschauer und war von März 2004 bis August 2009 die Heimstätte des Fußballclubs Schachtar Donezk. Schachtar spielte hier, bis die neue Donbass Arena in direkter Nachbarschaft eröffnet wurde.
Das Olimpijskyj war 1977 Schauplatz der Leichtathletik-Junioreneuropameisterschaften und 2013 Austragungsort der Leichtathletik-Jugendweltmeisterschaften.

## Galerie

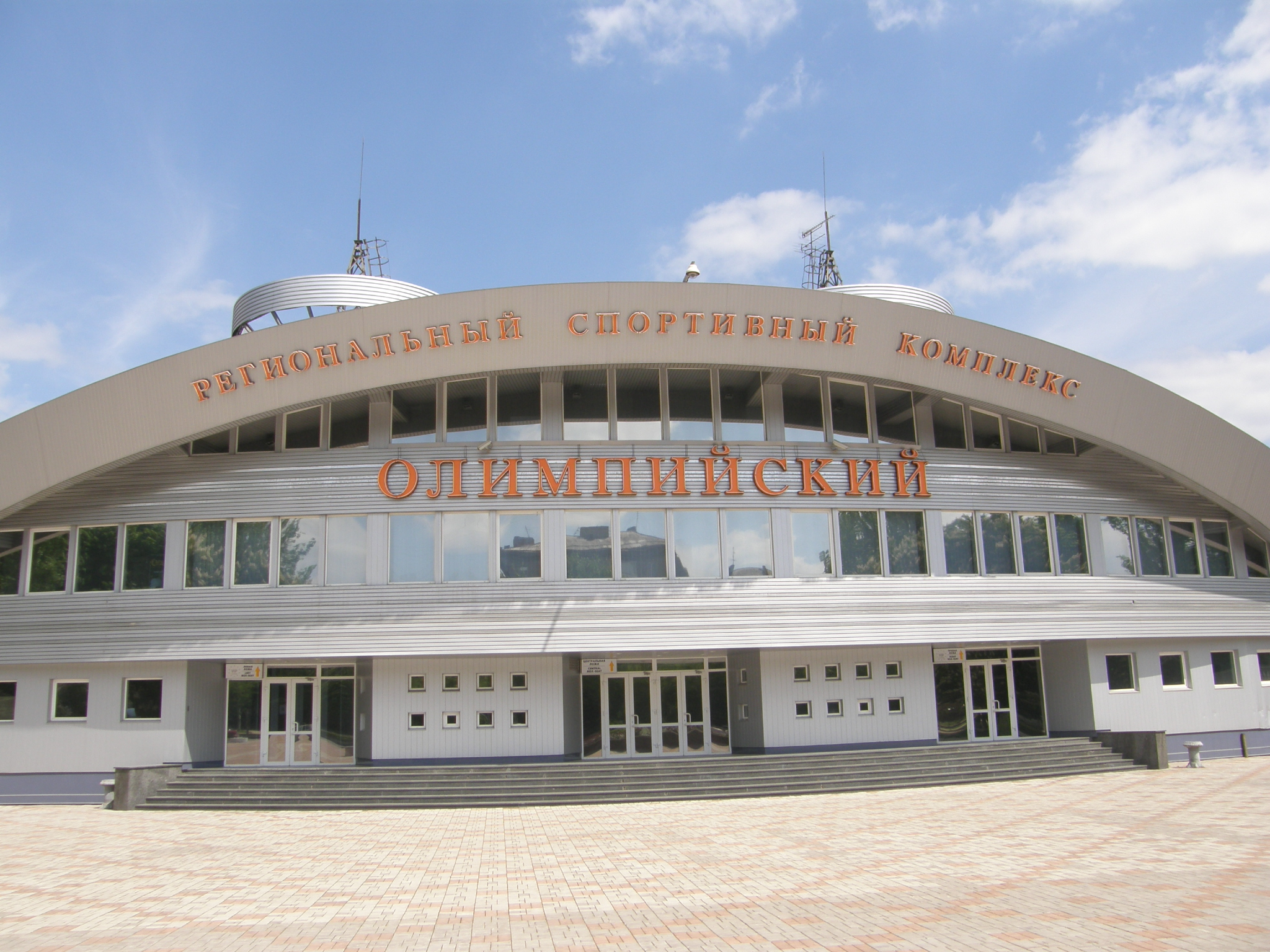
Fassade der Haupttribüne
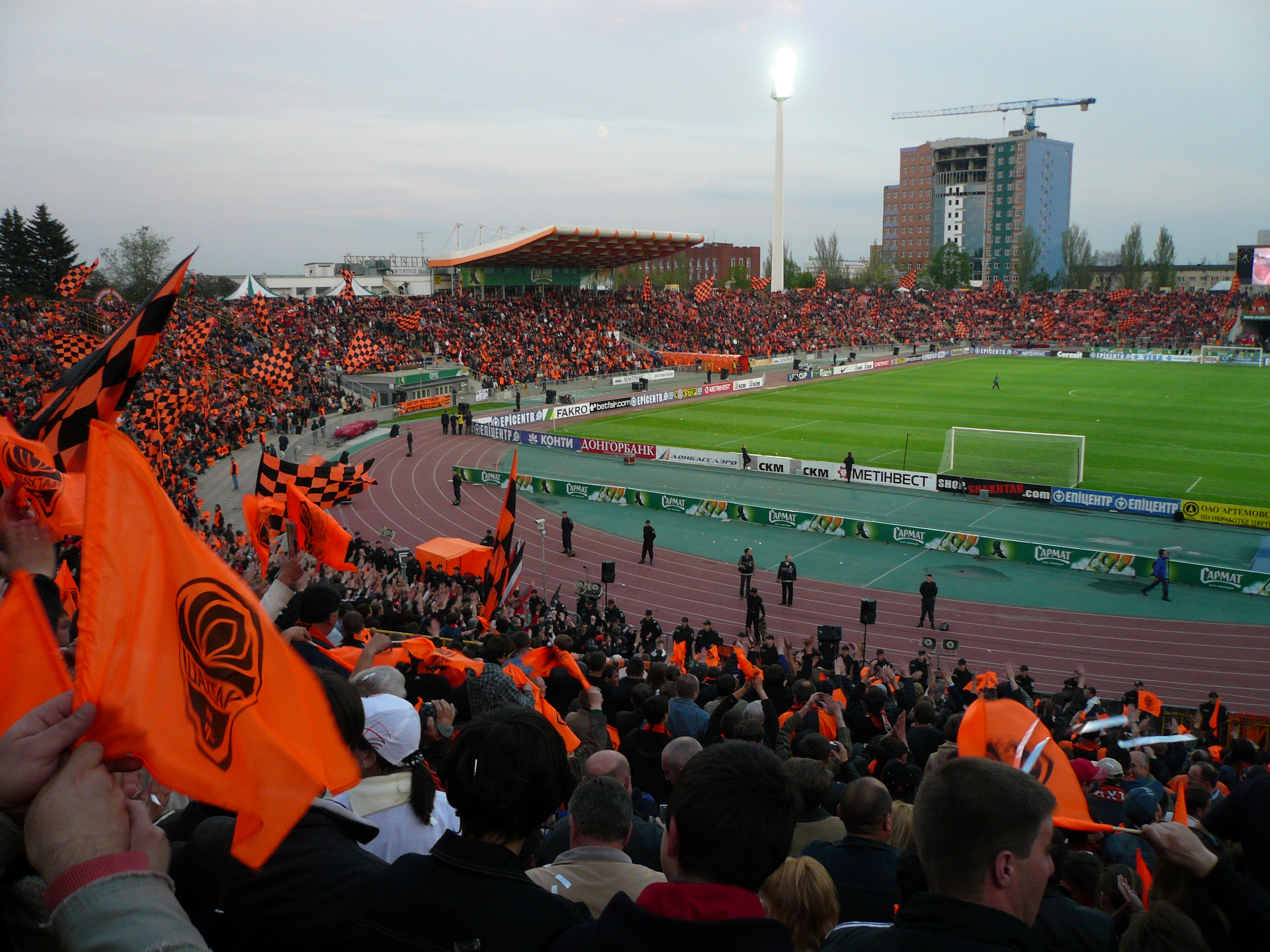
Das RSK Olimpijskyj während des Pokalhalbfinales 2008/09 gegen Dynamo Kiew (1:0) am 13. Mai 2009.
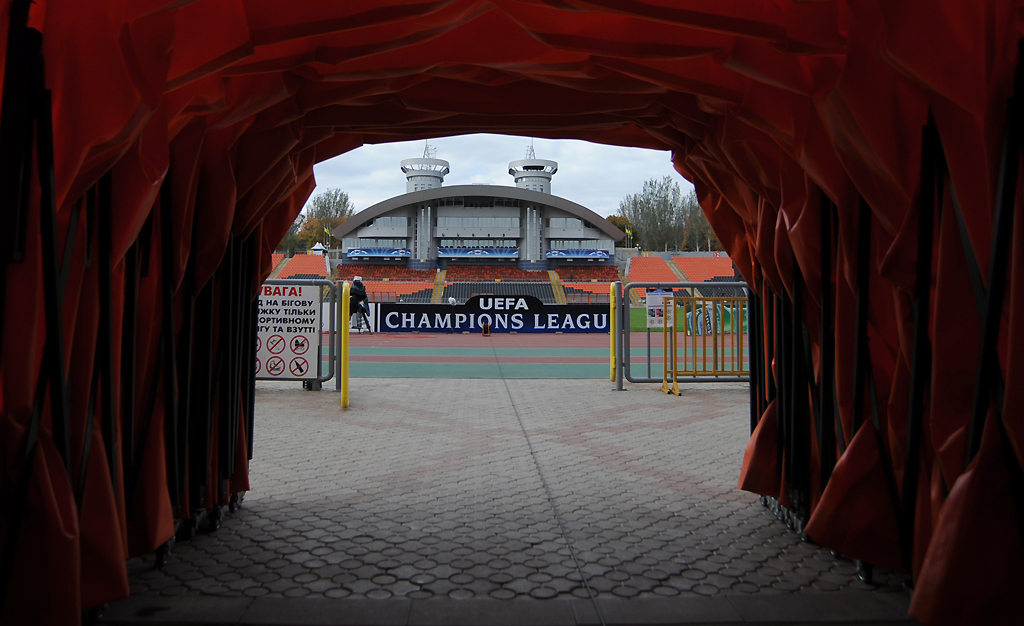
Der Spielertunnel im Stadion
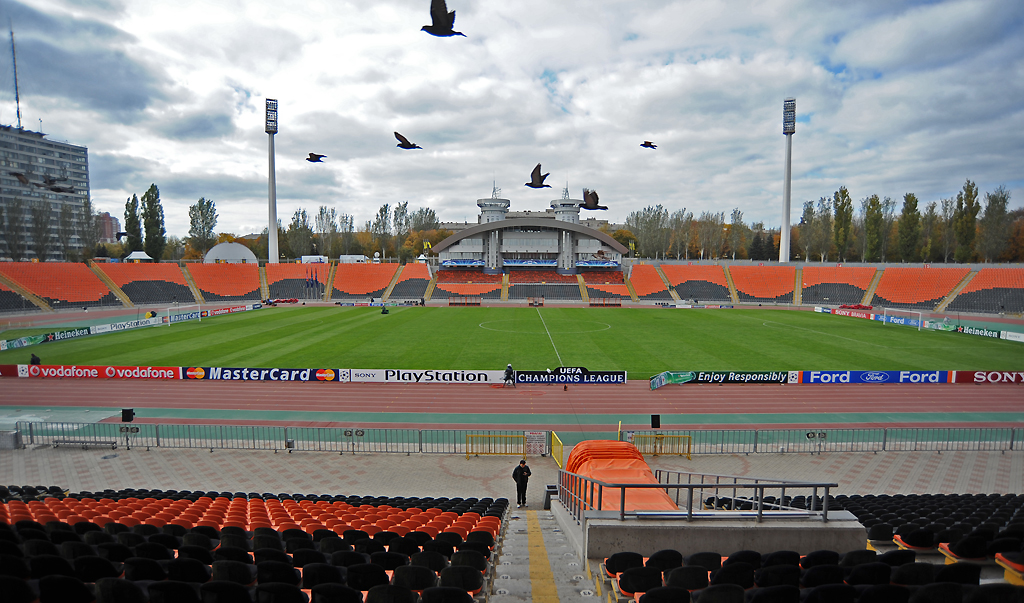
Blick von der Pressetribüne